# Wilfrid Lawson
Wilfrid Lawson (ur. 14 stycznia 1900, zm. 10 października 1966) – amerykański aktor filmowy i telewizyjny.

## Filmografia
film
- 1938: Pigmalion – Alfred Doolittle
- 1940: Długa podróż do domu – kapitan
- 1941: The Ghost Train – (niewymieniony w czołówce)
- 1956: Wojna i pokój – książę Mikołaj Bołkoński
- 1959: Miejsce na górze- wujek Nat (niewymieniony w czołówce)
- 1963: Przygody Toma Jonesa- Black George
- 1964: Becket- stary żołnierz (niewymieniony w czołówce)